# Vịnh Biscay

Bản đồ vịnh Biscay

Vịnh Biscay (/ˈbɪskeɪ, -ki/; tiếng Pháp: Golfe de Gascogne, tiếng Tây Ban Nha: Golfo de Vizcaya, tiếng Basque: Bizkaiko Golkoa, tiếng Occitan: Golf de Gasconha, tiếng Breton: Pleg-mor Gwaskogn, phiên âm tiếng Việt: Vịnh Bít-cay) là một vịnh biển ở đông bắc Đại Tây Dương nằm phía nam của biển Celtic. Vịnh Biscay chạy dọc bờ biển phía tây của Pháp từ Brest dọc xuống phía nam tới biên giới Tây Ban Nha và từ bờ biển phía bắc của Tây Ban Nha cho tới Punta de Estaca de Bares; vịnh này được đặt theo tên của tỉnh Biscay của Tây Ban Nha.
Độ sâu trung bình của vịnh là 1.744 mét (5.722 ft) và độ sâu lớn nhất là 4.735 mét (15.535 ft).

## Tên gọi
Vịnh Biscay được đặt tên (đối với người nói tiếng Anh) theo tên Biscay ở bờ biển phía bắc Tây Ban Nha, có lẽ là các quận tây xứ Basque (Biscay cho đến đầu thế kỷ 19). Tên gọi của vịnh này trong các ngôn ngữ khác là:
- tiếng Asturias: golfu de Biscaya
- tiếng Basque: Bizkaiko golkoa
- tiếng Breton: pleg-mor Gwaskogn
- tiếng Pháp: golfe de Gascogne (đặt tên theo tên Gascony, Pháp)
- tiếng Galicia: golfo de Biscaia
- tiếng Occitan: golf de Gasconha
- tiếng Latinh: Sinus Biscaiensis (Cổ điển: Cantabricus, Cantabrorum, Gallaecum)
- tiếng Tây Ban Nha: Golfo de Vizcaya (mar Cantábrico đối với khu vực đại dương gần bờ biển Tây Ban Nha, biển Cantabria)
- tiếng Ireland: Bá na Bioscáine
- tiếng Hà Lan: Golf van Biskaje